# Reales Ordenanzas para las Fuerzas Armadas de España

Emblema de las Fuerzas Armadas de España.

Las Reales Ordenanzas para las Fuerzas Armadas son las normas que establecen el comportamiento, derechos y deberes del militar español, conformando un código deontológico, compendio de los principios éticos y reglas de comportamiento.
La normativa militar mediante Reales Ordenanzas es de una larga tradición en los ejércitos españoles, constando ya desde el comienzo del Imperio español con las decretadas por los Reyes Católicos en 1503 y destacando las efectuadas por Carlos III en 1768 que estuvieron formalmente vigentes hasta 1978. La última reforma y actualización se realizó en el mes de febrero de 2009, reinando Juan Carlos I y siendo presidente del Gobierno José Luis Rodríguez Zapatero.

## Reales Ordenanzas de 2009

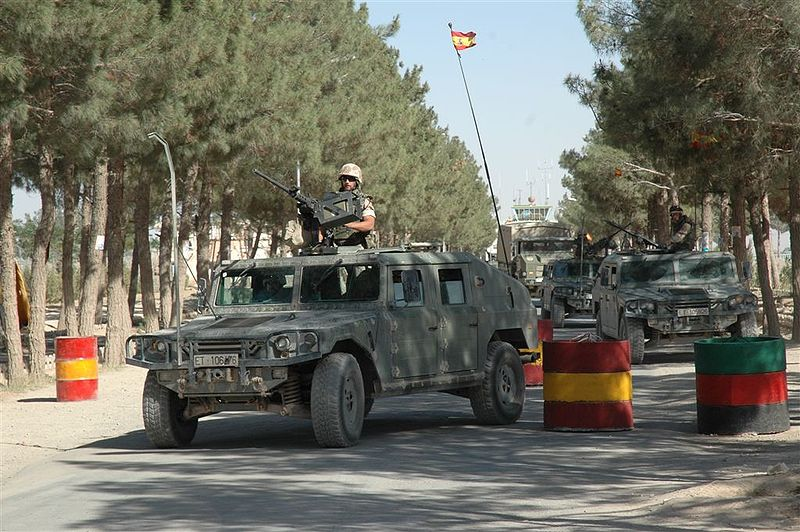
En las Reales Ordenanzas de 2009 se recogen códigos de conducta en las operaciones realizadas en el exterior por las Fuerzas Armadas españolas. En la imagen un operativo en Herat (Afganistán) en el 2006.

Las actualmente vigentes fueron aprobadas durante el reinado de Juan Carlos I, mediante Real Decreto de 6 de febrero de 2009. Las aprobó el Consejo de Ministros tras ser elaboradas conjuntamente por miembros de los tres Ejércitos y de los Cuerpos Comunes, entre los que ha habido militares de todos los empleos, tras un trabajo de cuatro años. Sustituyeron casi en su totalidad a las Reales Ordenanzas de 1978 aprobadas por las Cortes con rango inicial de ley y sancionadas un día antes que la Constitución actual.
Las Reales Ordenanzas de 2009 incluyen artículos no contemplados anteriormente, como los relativos a la actuación en misiones internacionales, donde la conducta habrá de ajustarse siempre al Derecho Internacional Humanitario, el respeto a la igualdad en el trato entre hombres y mujeres, el cuidado por el medio ambiente o el fomento de la integración intercultural.

### Artículos vigentes de la Reales Ordenanzas de 1978
Se derogan varios artículos de la vigente Reales Ordenanzas realizadas en 1978 y también se derogan artículos de las Reales Ordenanzas del Ejército de Tierra, de la Armada y del Ejército del Aire.
Los artículos 59 al 64 pertenecían al Título III, «De los niveles de la jerarquía militar», en el que tienen la finalidad de asignar los deberes y obligaciones de los distintos niveles de la jerarquía militar.
El resto de los artículos se encuentran en el Tratado Tercero, Título V, «De los deberes y derechos del militar» (que englobaban desde el artículo 168 al 205). En este apartado se considera al militar en cuanto ciudadano, con los deberes y derechos civiles y políticos.

### Articulado de las Reales Ordenanzas de 2009
- Título preliminar: Disposiciones generales (artículos 1 al 13).

En él se resalta el deber en la defensa de España, a su actuación como servidor público, al juramento o promesa ante la Bandera, al respeto a los símbolos de la Patria y a las características indispensables en las Fuerzas Armadas de disciplina, jerarquía y unidad. También se destaca la dignidad de la persona y a sus derechos inviolables, incluida la igualdad de género.
- Título I: Del militar.
  - Capítulo I. Principios básicos (artículos 14 al 23).
  - Capítulo II. Normas de actuación (artículos 24 al 43).

- Título II: De la disciplina (artículos 44 al 52).

- Título III: De la acción de mando.
  - Capítulo I. Ejercicio del mando (artículos 53 al 65).
  - Capítulo II. Relación con los subordinados (artículos 66 al 77).
  - Capítulo III. Del mando de unidad (artículos 78 al 79).
  - Capítulo IV. Del apoyo al mando (artículos 80 al 82).

- Título IV: De las operaciones.
  - Capítulo I. Conceptos generales (artículos 83 al 87).
  - Capítulo II. De las operaciones de combate (artículos 88 al 92).
  - Capítulo III. De las operaciones de paz y ayuda humanitaria (artículos 93 al 97).
  - Capítulo IV. De las operaciones de seguridad y bienestar de los ciudadanos (artículos 98 al 103).
  - Capítulo V. De las operaciones de evacuación y rescate (artículos 104 al 105).
  - Capítulo VI. De la ética en operaciones (artículos 106 al 114).

- Título V: De las demás funciones del militar.
  - Capítulo I. De las funciones técnicas, logísticas y administrativas (artículos 115 al 122).
  - Capítulo II. De la función docente (artículos 123 al 129).

### Novedades de las Reales Ordenanzas de 2009
En el Título preliminar y hasta el título III, se indica que en estas nuevas Ordenanzas la aplicación es general para cualquier militar sin diferencias en categorías y empleos. En las de 1978 se contemplaban deberes específicos para cada empleo. Se insta al militar a velar por la igualdad efectiva de hombres y mujeres, y a prevenir la violencia de género (Art. 13). Se da gran importancia al conciliación de la vida profesional, personal y familiar (art 39), a cuidar la salud psíquica y física (art 40), se remarcan las responsabilidades penales correspondientes a los delitos contra el Derecho Internacional Humanitario (art 56) y evitar la discriminación por raza, orientación sexual, religión etc (art 73).
En el Título IV, se específica la actuación en misiones de paz y de ayuda humanitaria en relación con otros ejércitos y organizaciones civiles (Capítulo III) y se establece el comportamiento en beneficio de la seguridad y bienestar de los ciudadanos, teniendo en cuenta la gran repercusión de la imagen que se da a la sociedad, y también, las pautas cuando se colabore con las Fuerzas y Cuerpos de Seguridad del Estado (Capítulo IV). Se describe como debe ser la colaboración con organismos nacionales e internacionales en las operaciones de evacuación y rescate (Capítulo V). Las normas éticas en la operaciones en el exterior para como deben ser tratados los prisioneros o detenidos o en caso de caer prisionero, el cuidado de bienes culturales y los métodos de combate prohibidos en el Derecho Internacional Humanitario (Capítulo VI).
En el Título V, en su capítulo II se determinan las aptitudes a desarrollar del militar docente.

## Historial de la normativa militar

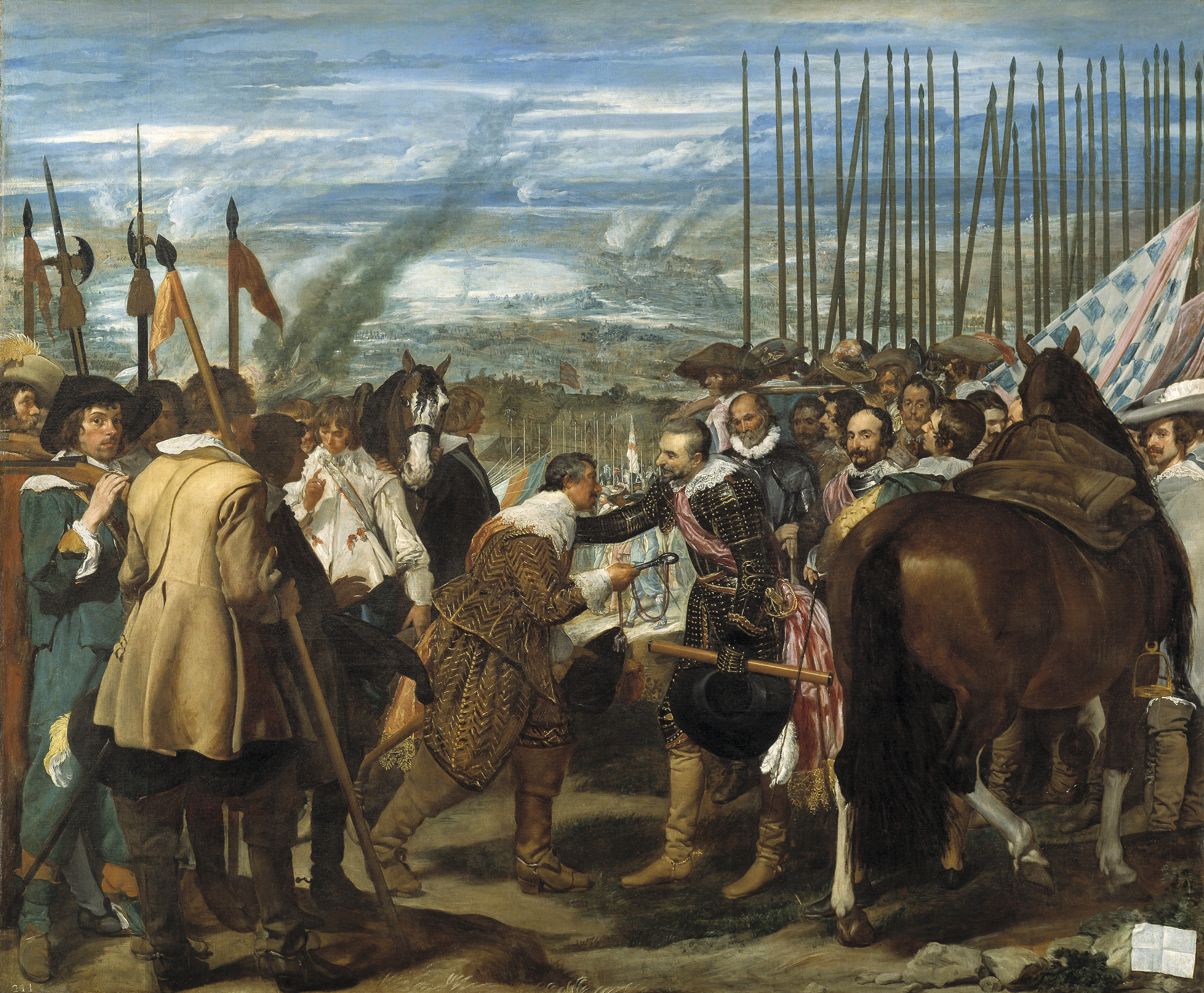
Los Tercios españoles, cuando se tomó Breda en 1625, se regían por las Reales Ordenanzas realizadas en 1568. Posteriormente Velázquez la recreó en «La rendición de Breda».

La normativa militar mediante Reales Ordenanzas es de una larga tradición en los ejércitos españoles. El decreto emitido por los Reyes Católicos el 2 de mayo de 1493 junto a la instrucción de 1494 creaban las Guardias Viejas de Castilla, sustitutas de las antiguas guardas reales, constituían las primeras unidades militares regulares y permanentes del Ejército. Al inicio del Imperio español los mismos reyes dictaron en 1503 unas Ordenanzas «para la buena gobernación de las gentes, de su guardas, artillería y demás gentes de guerra y oficiales de ella». A ellas se sucederían otras redactadas por otros reyes y capitanes, como las de Carlos I que revisó y aumentó estas ordenanzas publicándolas en Madrid a 5 de abril de 1525, después refundió todas las anteriores en las que publicó en junio de 1551 y en 1554, destacando las de 1568 por el maestre de Campo Sancho de Londoño a las órdenes del Duque de Alba Fernando Álvarez de Toledo y Pimentel en la que se definen los «grados y oficios de la milicia». Felipe II dedicó la de 1573: Ordenanzas de las guardas de Castilla, por las cuales se han de regir y gobernar, librar y pagar las gentes dellas (..). Cuando la disciplina se resintió por los reveses del Imperio, Felipe IV en 1632 promulgó unas nuevas Ordenanzas. Mientras tanto, la Armada tenía las suyas propias, como las promulgadas por Fernando VI, modificadas después en algún punto de su primera parte por Carlos IV.
A partir de 1701 se realizan varias Ordenanzas que sustituían en parte a las de 1632, que con las de 1728, con Felipe V, fueron derogadas por completo, manteniéndose estas últimas por cuarenta años.

### Reales Ordenanzas de Carlos III

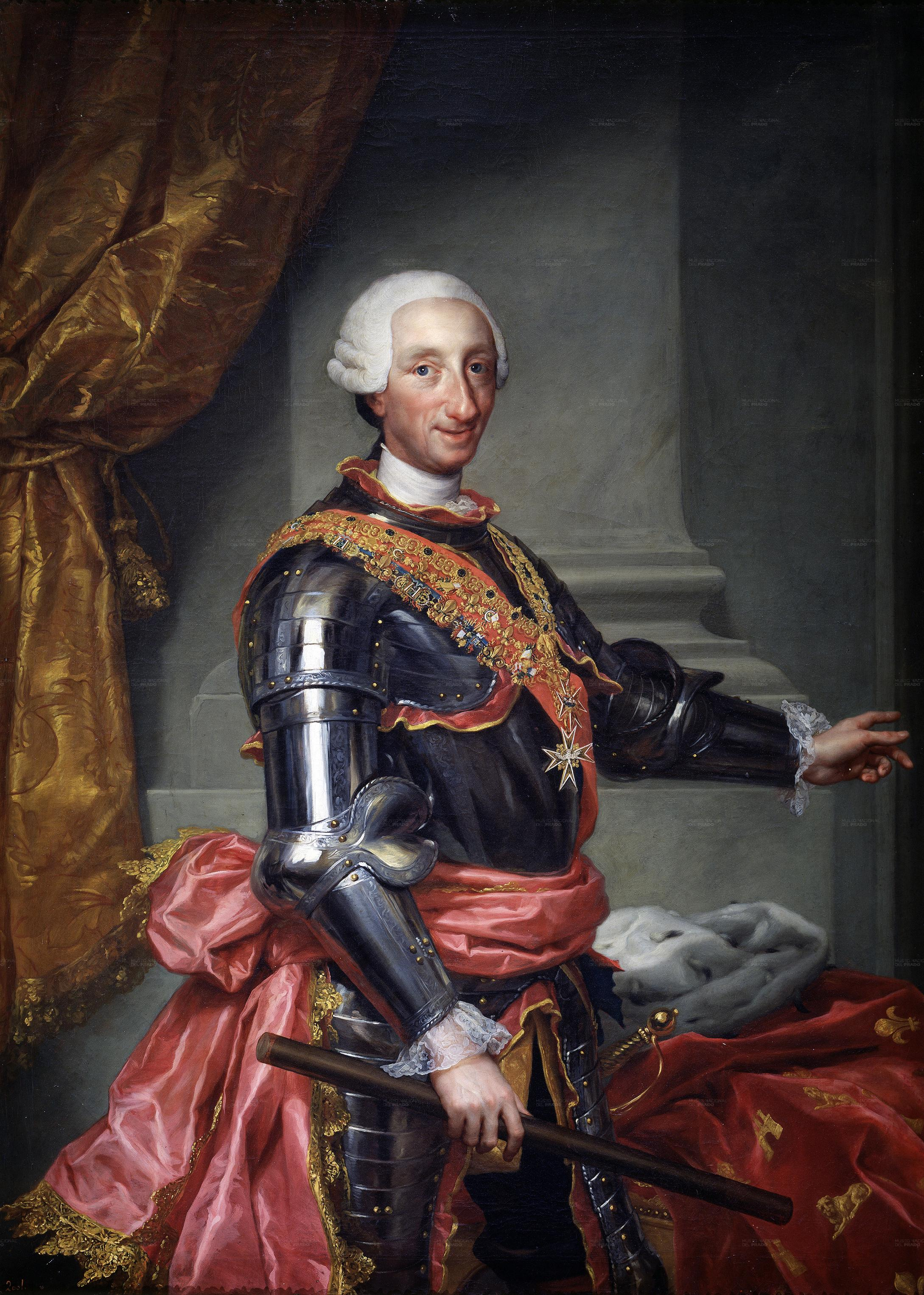
Con Carlos III se realizaron en 1768 las más longevas Reales Ordenanzas, ya que se mantuvieron formalmente vigentes hasta 1978.

En 1768 Carlos III realizó unas nuevas y exhaustivas Reales Ordenanzas para el ejército que era un compendio que regulaba prácticamente todos los aspectos necesarios para el funcionamiento del ejército, y que estuvieron formalmente vigentes hasta la reforma de 1978. Fueron recopilaciones de muchas de las que se hacían en aquella época, aunque con dos innovaciones de la Ilustración: en una en que los privilegíos eran de la valía personal, en vez de la hidalguía y en otra en que se rompía con el espíritu religioso, de la confesionalidad católica, de los ejércitos españoles. Estas Ordenanzas se aplicaron también para la Armada, en lo que fuesen compatibles con las suyas propias, y posteriormente para el Ejército del Aire cuando fue creado.
En todo caso, las normativas militares de estas Reales Ordenanzas fueron condicionadas por las distintas Constituciones que se han producido desde entonces, aunque alguna de ellas sólo como proyectos. Desde la formación del ejército español en el siglo XV con los Reyes Católicos, éste estuvo subordinada al poder del rey, sin interferir en la política, hasta los cambios surgidos durante la Guerra de la Independencia Española de 1808. A partir de entonces el pretorianismo en España fue constante durante los siglos XIX y XX.
Durante la misma guerra se realizó la Constitución de 1812 en la que a la Fuerza Militar Nacional se le dedicó el «Título VIII», además de incluir otros artículos relacionados con aspectos militares, hasta un total de diez. Algunos artículos derogaban las Ordenanzas de Carlos III, como ocurría en la disposición de la fuerza o la forma de elegir los cargos. Una octava parte de los diputados de la Constitución gaditana eran militares que estuvieron al tanto de cuidar sus aspectos profesionales del texto. Ésta Constitución de Cádiz se proclamó durante el Trienio Liberal, periodo en que se redactó la Ley Constitutiva del Ejército del 9 de junio de 1821 y la Ley Orgánica de la Armada del 27 de diciembre de 1821. En esta etapa existió un control por parte de las Cortes de la fuerza militar, finalizando la misma con la invasión de un ejército de la coalición europea de la Santa Alianza que reinstauró el absolutismo de Fernando VII.
Con Isabel II se redacta la Constitución de 1837, donde se dedican dos artículos a la fuerza militar. En la Constitución de 1845 no se contempla la Milicia Nacional y sólo le concede un artículo a la fuerza militar. Tras la Revolución de 1868, con Isabel II en el exilio, se realiza una nueva, la Constitución de 1869, que a diferencia de las constituciones precedentes, no se dedica ningún «Título» a la fuerza militar, destacando la no admisión de la «obediencia debida» como eximente de responsabilidad y la limitación de derechos individuales en referente a servicios militares y sin límites en los asuntos ajenos al servicio. Fue derogada, de hecho, por la Primera República, que en su Proyecto de Constitución Federal de 1873 pretendía conservar las conquistas de la revolución.
En la Restauración borbónica se realizó la Constitución de 1876, en que es parca en menciones a la fuerza militar con un escueto «Título XII» de un solo artículo 88 en el que «las Cortes fijaran todos los años, a propuesta del Rey, la fuerza permanente de mar y tierra», con referencias en otros artículos y con tendencia al control por el rey en todo lo referente al Ejército (artículos 52 al 55) en contraposición al efectuado por las Cortes y el Gobierno. En esta época se intentaron modificar o suprimir las Reales Ordenanzas, pero, finalmente, se optó por reemplazar su contenido con legislaciones de distinto rango. Así mediante la Ley Constitutiva del Ejército del 29 de noviembre de 1878, en la que se describen todas las facetas de la fuerza militar, se concretaban y desarrollaban las facultades del Rey en el mando supremo de las Fuerzas Armadas que le otorgaba la Constitución de 1876.
Posteriormente, mediante la Ley Adicional a la Constitutiva del Ejército el 19 de julio de 1889 que desarrolla y modifica aspectos de la ley de 1878, en la que se separan los escalafones para los ascensos de cada arma, cuerpo o instituto. También se hacen distintas subdivisiones y se adscribe a la Guardia Civil y a los Carabineros al Ministerio de Guerra «para los efectos de organización y disciplina», dándoles carácter militar. En ella existían una serie de medidas polémicas como la supresión del Cuerpo de Estado Mayor y la implantación del servicio militar obligatorio. El plan no fue aplicado totalmente tras el cese del ministro de Guerra por Sagasta. La reforma de 1892-1893 de José López Domínguez actualizó la división territorial militar de la península y de Ultramar. La Ley de Jurisdicciones del 23 de marzo de 1906 en la que se prescriben penas de hasta de muerte para quien tome las armas bajo banderas enemigas o propugne la independencia de parte del territorio, dada la tensión secesionista en la periferia. Esta época finalizó con la dictadura de Primo de Rivera apoyada por el propio rey Alfonso XIII.

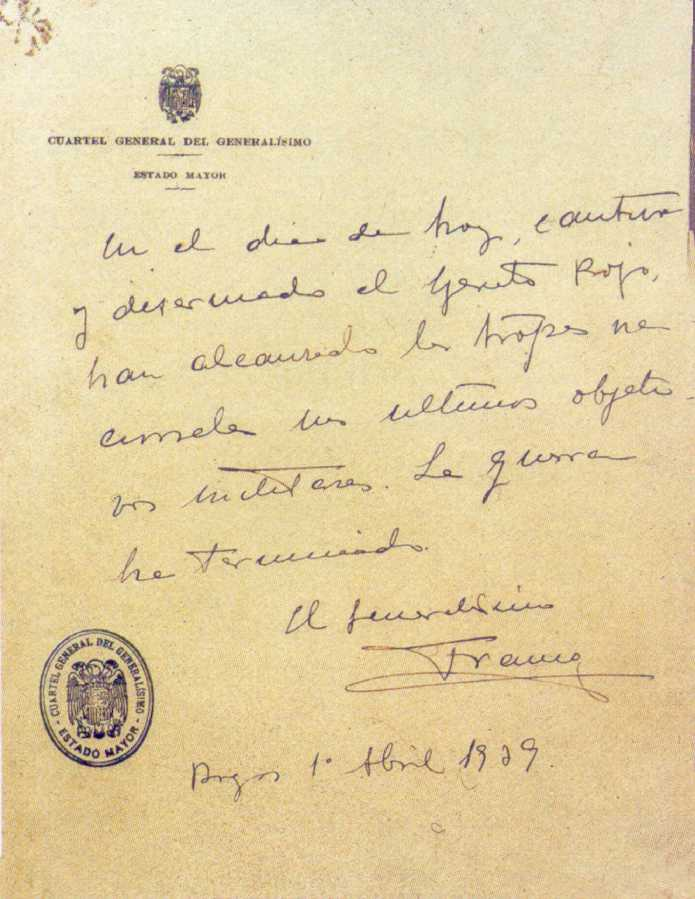
Con el parte firmado por Francisco Franco del final de la guerra civil española comenzaba un largo periodo de control militar de las instituciones españolas.

Tras las elecciones municipales de 1931 y la posterior proclamación de la Segunda República, se redactó la Constitución de 1931, de lenguaje constitucional culto con un estilo jurídico ajustado y buena técnica legislativa, en la que no tenía ningún «Título» específico sobre las Fuerzas Armadas, estando las referencias a las mismas y a sus miembros dispersas entre los distintos artículos. Impedía la elegibilidad como Presidente de la República a militares en activo, en la reserva o retirados desde menos de diez años. Antes de que se aprobara la Constitución se realizaron varios decretos para la reforma militar, en el del 17 de abril de 1931 se derogó la Ley de Jurisdicciones de 1906, el 22 de abril otro relativo a la promesa de fidelidad por el Ejército a la República y otro significativo el 25 de abril de abandono del servicio activo a quien lo solicitara. Finalmente los decretos fueron agrupados y aprobados por las Cortes por Ley el 18 de agosto de 1931. Sin embargo a partir de noviembre de 1933 el nuevo ministro de Guerra José María Gil-Robles deshizo, en gran medida, la normativa de su antecesor.
Con la dictadura franquista, tras la Guerra Civil, la normativa se basó en las Leyes Fundamentales del Reino con un poder unipersonal y una característica jurisdicción militar con una aplicación al personal militar del Código de justicia militar de 1945.

### Reales Ordenanzas de 1978
Tras el fallecimiento de Francisco Franco en 1975, Juan Carlos I asumió la jefatura del Estado y se inició la transición española. En 1977, Adolfo Suárez, presidente del Gobierno, realizó la fusión de los tres ministerios militares existentes (Ejército y Marina y Aire) en un ministerio único (Ministerio de Defensa), designando para su dirección al general Manuel Gutiérrez Mellado el 4 de julio de 1977. Al poco tiempo de asumir el cargo, el General Mellado acometió la tarea de revisar las Ordenanzas, dirigiéndose a la Junta de Jefes de Estado Mayor (JUJEM) el 13 de septiembre con una directiva para la redacción de unas nuevas que revisión necesaria en virtud de la «profunda transformación política y socioeconómica de nuestra Patria y la ratificación por parte española del Pacto Internacional de Derechos Humanos». Para ello se debían respetar la redacción original de los artículos con los preceptos duraderos como forma de enlazar pasado y futuro. En las nuevas Ordenanzas deberían contenerse derechos, deberes y normas de comportamiento de todos los militares.
Con este fin se estableció una Comisión Interejércitos compuesta por militares para redactarlas, formada por:
- Presidente: general de división de infantería de marina Francisco Martínez de Galinsoga y Ros
- Vicepresidente: general de brigada de infantería Jesús Ruiz Molina.
- Secretario: coronel de aviación Ramón Salas Larrazábal.
- Vocales: coronel de infantería Enrique Fernández de Lara; capitán de navío Raúl Hermida y Sánchez de León; teniente coronel de aviación Luis de Marimón Riera; comandante de infantería Francisco Laguna Sanquiricio; comandante de infantería: Daniel Serradilla Vallinas; capitán de corbeta Pedro Fernández Núñez (fue sustituido por el comandante de máquinas Antonio Pazos Gómez); comandante de infantería de marina Gonzalo Parente Rosríguez; comandante de aviación Miguel Ruiz Nicolau; comandante auditor del ejército Vicente López Henares; capitán de ingenieros Miguel Silva Vidal; capitán interventor del ejército del aire Agustín Albadelejo Pérez.
- Asesor jurídico: comandante jurídico del ejército del aire Miguel Sáenz Sagaseta de Ilurdoz.
- Asesor histórico: coronel de infantería José Gárate Córdoba.
- Asesor filológico: comandante de infantería Miguel Alonso Baquer.

Posteriormente se nombró al teniente coronel capellán del ejército de tierra Pablo Cabrera Arias.
Esta comisión elaboró el proyecto que se publicó en el Boletín Oficial de las Cortes el 1 de agosto de 1978, siendo estudiado por una Ponencia que realizó un informe con ligeras variaciones al mismo y devuelto a la Comisión para el 24 de octubre. Estos cambios fueron en su mayor parte aceptados, y de nuevo remitido al Congreso de los Diputados el 13 de diciembre. El debate en el Pleno del Congreso se efectuó el 20 de diciembre con enmiendas poco importantes. La Segunda Disposición Final fue controvertida ya que autorizaba al gobierno a desarrollar las normas para el ejercicio de los derechos y deberes en el plazo de tres meses desde la entrada en vigor. El Senado lo aprobó por unanimidad sin cambio alguno el 27 de diciembre. Al día siguiente, el 28 de diciembre, fue sancionada por el Rey.

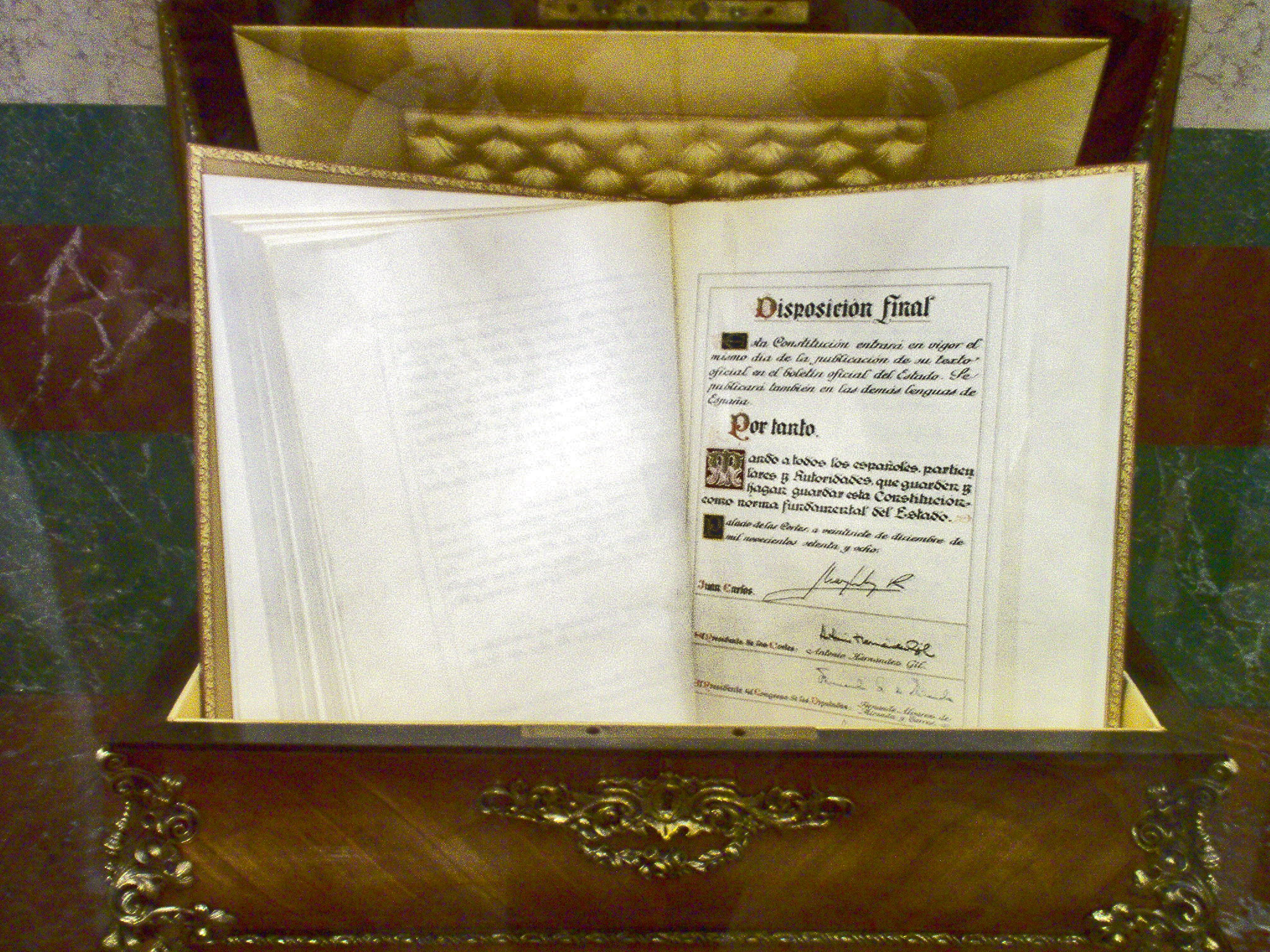
Las Reales Ordenanzas de 1978 quedaron subordinadas a la Constitución y ambas fueron tramitadas simultáneamente.

Estas Ordenanzas presentaron la novedad de la subordinación de la institución militar a la Constitución, dando supremacía al poder civil, siendo aprobadas por primera vez por las Cortes. Sin embargo las mismas fueron preconstitucionales pues fueron sancionadas por el rey Juan Carlos I, un día antes que la Constitución Española que lo fue el 29 de diciembre, aunque entraron en vigor con posterioridad, siendo la primera ley en ser promulgada tras la entrada en vigor de la Constitución. Además de sus circunstancias de elaboración simultánea a la ley suprema, presentaba problemas de inconstitucionalidad con respecto a la regulación de los derechos y libertades de los militares.
Es significativo en estas Reales Ordenanzas que las responsabilidades sean por funciones y no por empleos, por lo que la reglamentación en orden moral afectan a toda la jerarquía, obligando a todos por igual en cuanto a los valores. Es prolífica en la enunciación de principios, valores e ideales con escasa carga jurídico-normativa, confiando su garantía en los planos penal y disciplinario por el Código Penal Militar y la Ley de Régimen Disciplinario.
Como ya se ha indicado, simultáneamente a esta ley se encontraba en elaboración la Constitución Española de 1978 en la que quedó plasmada la realidad fáctica que eran las Fuerzas Armadas con un fuerte peso de éstas, hasta el punto de ubicarlas en el "Título Preliminar" y no en el "Título IV" (Del Gobierno y de la Administración) donde era más lógico, siendo algo anormal en un Estado de Derecho, sin precedentes en las constituciones occidentales ni en las históricas españolas, lo que indicaba el poder militar en aquel momento de la transición política. Un diez por ciento de sus artículos tienen relación con las Fuerzas Armadas (13 artículos con mención explícita o implícita: 8; 15, 26, 28, 29, 30, 62, 65, 70, 94, 97, 117, 149). La visión realista para mantener esta relevancia de las Fuerzas Armadas con un artículo 8 que describe la composición y misiones de las mismas y su ubicación privilegiada en el "Título Preliminar" de la Constitución la dio Luis González Seara, diputado de Unión de Centro Democrático: 

Algo hay [...], que indica que, la opinión generalizada de los hombres de nuestra época es que en el juego de poderes que hay en nuestra sociedad,[...], existen unas realidades fundamentales dentro de esta ordenación de poder que entiendo que es de buen sentido tratar de asumir en una Constitución.
Luis González Seara

Las Reales Ordenanzas fue la primera ley en ser promulgada tras entrar en vigor a Constitución y se redactó con intención de que fuese duradera y con la pretensión de no precisar legislar un Estatuto Militar como ocurre en otros países occidentales.
La Constitución en su artículo 8.2 establece una reserva de ley orgánica para regular las bases de la organización militar, realizándose la última el 17 de noviembre de 2005 con la Ley de la Defensa Nacional en la que hay un reparto de competencias entre los poderes del Estado, quedando clara la autoridad del Presidente del Gobierno para «ordenar coordinar y dirigir la actuación de las Fuerzas Armadas así como disponer su empleo».
El 19 de noviembre de 2007 con la Ley de la Carrera Militar sustituyó, actualizó y derogó estas Reales Ordenanzas, manteniendo las que se refieren a derechos fundamentales y libertades públicas. Algunos de los artículos le asignaría rango de real decreto para ser derogados en su mayor parte con las Reales Ordenanzas de 2009. Uno de los artículos que fue derogado fue el 34, que es de especial mención por sus antecedentes históricos, transcendencia e interés general. En este se sustituía el antiguo principio de obediencia ciega introduciendo la corresponsabilidad con quien ordena, para quien obedezca cuando lo que se manda sea manifiestamente delictivo o contrario a los usos de la guerra, aunque posteriormente la actuación fuese revisable en vía penal o disciplinaria. En la Ordenanzas de Carlos III se apelaba a «tomar el partido más digno de su espíritu y honor en los lances dudosos». En una referencia de Ramón Salas Larrazábal (secretario en la elaboración de las Reales Ordenanzas de 1978) indica que estas no determinan la conducta a seguir en caso de que las órdenes recibidas sean ajenas al servicio y estimaba que, en beneficio de la disciplina, las órdenes deben cumplirse, sin perjuicio de manifestar la queja razonable y siempre que no entrañen actos manifiestamente injusto, humillantes o atentatorios contra la dignidad de quien las recibe.

#### Articulado de las Reales Ordenanzas de 1978
El articulado de las Reales Ordenanzas de 1978 se organizó de la siguiente manera (s:Reales Ordenanzas para las Fuerzas Armadas 1978 (es)):
- Tratado I. Ordenanzas generales.
  - Título I. De la institución militar. (Arts. 1 al 25)
  - Título II. Del militar (Arts. 26 al 48)
- Tratado II. Órdenes particulares.
  - Título III. De los niveles de la jerarquía militar. (Arts. 49 al 76)
  - Título IV. De las funciones del militar. (Arts. 77 al 167)
- Tratado III. De los deberes y derechos.
  - Título V. De los deberes y derechos del militar. (Arts. 168 al 205)
  - Título VI. De los deberes y derechos del militar de carrera. (Arts. 206 al 224)
- Disposiciones finales (primera y segunda)

Posteriormente la configuración del régimen de carrera profesional de los militares fue sustituida, aunque no hubo una derogación expresa por dos leyes: la Ley reguladora del régimen del personal militar profesional la del 19 de julio de 1989 y por la Ley de régimen del personal de las Fuerzas Armadas del 18 de mayo de 1999. El 19 de noviembre de 2007 la Ley de la carrera militar procedió a derogar expresamente los artículos 5, 7 al 9, 11 al 13, 20 al 24, 26, 28, 29, 34, 49, 50, 79, 84, 87, 168, 170 al 173, 175, 176, 179, 183 al 184, 186 al 188, 190 y 192 al 224, pasando a Real Decreto (menor rango) los artículos 1 al 4, 6, 10, 14 al 19, 25, 27, 30 al 33, 35 al 48, 51 al 78, 80 al 83, 85, 86, 88 al 167, 189 y 191 (Son derogados en el 2009 casi todos con excepción del 59 al 64 y 189); y quedando vigentes los artículos 169, 174, 177, 178, 180, 181, 182 y 185.